# Scriptor incertus

Scriptor incertus (буквально — Неизвестный хронист; аббревиатура — Script. Inc.) — условное латиноязычное название анонимного византийского автора, предположительно, написавшего сохранившуюся только в двух фрагментах хронику о событиях первой трети IX века.
Первый фрагмент сохранился в находящейся в Ватиканской апостольской библиотеке рукописи XIII века (Vat. gr. 2014). Он включён в кодекс, также содержащий описание двух осад Константинополя (аваро-персидской 626 года и второй арабской 717—718 годов) и жития святых. Во фрагменте повествуется о болгаро-византийской войне 807—815 годов до гибели императора Никифора I в 811 году в битве в Вырбишском ущелье. Фрагмент был обнаружен и опубликован в 1936 году И. Дуйчевым. Данный исторический источник в греческом оригинале имеет заголовок «Об императоре Никифоре и о том, как он оставил тело в Болгарии» (ср.-греч. «Περὶ Νικηφόρου τοῦ βασιλέως καὶ πῶς ἀφίησιν τὰ κῶλα ἐν Βουλγαρία»). Однако в историографии он более известен как «Хроника 811 года» (по описываемым в нём событиям) или «Фрагмент Дуйчева» (по его первооткрывателю). Его автор более критически описывает деятельность Никифора I, чем другие византийские историки. Этот фрагмент содержит ценные сведения о военной тактике болгар начала IX века.
Второй фрагмент сохранился в датируемой 1013 годом рукописи (B.N. gr. 1711) из Национальной библиотеки Франции в Париже. В том же кодексе находится хроника Льва Грамматика. Этот фрагмент известен под латинским названием «Неизвестный писатель о Льве Армяне» (лат. «Scriptor Incertus de Leone Armenio»), хотя в греческом оригинале он имеет заглавие «Летописная история, охватывающая время Льва, сына Варды Армянина» (ср.-греч. «Συγγραφὴ χρονογραφίου τὰ κατὰ Λέοντα υἱὸν Βάρδα τοῦ Ἀρμενίου περιέχουσα»). В нём повествуется о правлениях преемников Никифора I, императоров Михаила I Рангаве и Льва V Армянина. О первом из императоров автор высказывается, в целом, нейтрально. О втором же, яром иконоборце, в тексте содержатся крайне негативные отзывы, сопровождающиеся такими характеристиками, как «тиран», «сын погибели», «хамелеон» и другими подобными же. В желании ещё более опорочить Льва V Армянина, автор фрагмента прибегает даже к подлогам: в том числе, обвиняет императора в личном участии в казнях иконопочитателей, что не соответствует действительности. Второй фрагмент был известен работавшему в X веке псевдо-Симеону: тот использовал его при описании правления Льва V Армянина, но проигнорировал в биографии Михаила I Рангаве.
О времени создания двух фрагментов и их взаимосвязях среди современных историков нет единого мнения. И. Дуйчев предположил, что обнаруженный им текст и ранее известное повествование о императорах Михаиле I Рангаве и Льве V Армянине — сочинение одного автора. А. Грегуар ещё более конкретизировал это предположение, указав, что богатство изложенных деталей, возможно, свидетельствует, что автор фрагмента был современником описываемых событий, что труд того был продолжением «Хронографии» Иоанна Малалы и что этим сочинением мог пользоваться уже Феофан Исповедник в описании правления Никифора I. Также было высказано мнение, что хроника могла быть создана при Михаиле II Травле, а её автор использовал в труде документы из канцелярии Константинопольских патриархов. В то же время ряд тезисов, выдвинутых сторонниками единого авторства фрагментов, были подвергнуты серьёзной критике. Так, проведённый А. П. Кажданом и Л. Шерри анализ лексикологии фрагментов показал, что, возможно, они являются сочинениями двух различных авторов. В пользу такого предположения свидетельствует и содержащаяся в первом фрагменте ремарка о том, что во времена Никифора I болгары не были ещё христианами. Так как Болгария была христианизирована в 864 году, высказывается мнение, что первый фрагмент не мог быть написан ранее этой даты. Как контраргумент сторонники единого автора двух фрагментов указывают, что данная ремарка могла быть внесена в текст одним из его поздних переписчиков. Все исследователи сходятся только в том, что оба фрагмента были созданы в IX веке.
В обоих фрагментах содержатся уникальные свидетельства, отсутствующие как в «Хронографии» Феофана Исповедника и его Продолжателя, так и в других сочинениях IX века. Это делает труд «Неизвестного хрониста» очень важным источником по истории Византии и Болгарии и их военным конфликтам.

## Издания
- 1-й фрагмент: La chronique byzantine de l’an 811 // Travaux et Mémoires  / Dujčev I. — 1965. — Vol. I. — P. 205—254.
- 2-й фрагмент: Летописная история, охватывающая время Льва, сына Варды Армянина / Т. А. Сенина (монахиня Кассия). — «Лев Преступник». Царствование императора Льва V Армянина в византийских хрониках IX века. — СПб.: Алетейя, 2014. — С. 79—112. — ISBN 978-5-90670-550-1.
- оба фрагмента: Scriptor incertus / Pinto E. — Messina: A cura di F. Iadevaia, 1997. — 109 p.